# Station Shimoisaka
 Station Shimoisaka (下井阪駅, Shimoisaka-eki) is een spoorwegstation in de Japanse stad Kinokawa. Het wordt aangedaan door de Wakayama-lijn. Het station heeft twee sporen, gelegen aan twee zijperrons.

## Treindienst

### JR West
| 1 | ■ Wakayama-lijn | richting Kokawa en Hashimoto |
| 2 | ■ Wakayama-lijn | richting Wakayama            |

## Geschiedenis
Het station werd in 1938 geopend. 

## Stationsomgeving
- Ruïnes van de Kii-Kokubunji-tempel
- Jōgan-tempel
- 7-Eleven

(Yamatoji-lijn<<) Ōji · Hatakeda · Shizumi · Kashiba · JR Goidō · Takada · (>>Sakurai-lijn) · Yamato-Shinjō · Gose · Tamade · Wakigami · Yoshinoguchi · Kitauchi · Gojō · Yamato-Futami · Suda · Shimohyōgo · Hashimoto · Kii-Yamada · Kōyaguchi · Nakaiburi · Myōji · Ōtani · Kaseda · Nishi-Kaseda · Nate · Kokawa · Kii-Nagata · Uchita · Shimoisaka · Iwade · Funato · Kii-Ogura · Hoshiya · Senda · Tainose · Wakayama